# تيري وايت (راكب الكنو)
تيري وايت (بالإنجليزية: Terry White)‏ هو راكب الكنو أمريكي، ولد في 15 أكتوبر 1955.

## وصلات خارجية
- تيري وايت على موقع أوليمبيديا (الإنجليزية)